# ميثيل جليوكسال
ميثيل جليوكسال (MGO) مركب عضوي صيغته الكيميائية CH3C(O)CHO، وهو مشتق مختزل من حمض البيروفيك. وهو مركب متفاعل مرتبط بداء السكري. يُنتج ميثيل جليوكسال صناعيًا عن طريق تحلل الكربوهيدرات.